# Czertyżne
Czertyżne (j. łemkowski Чертіжне) – opuszczona wieś w Polsce, położona w województwie małopolskim, w powiecie gorlickim, w gminie Uście Gorlickie. Leżała w południowo-zachodniej części Beskidu Niskiego, w odosobnionej dolince potoku Czertyżnianka, dopływu Białej Dunajcowej.
Wieś biskupstwa krakowskiego w powiecie sądeckim w województwie krakowskim w końcu XVI wieku.  
Czertyżne było jedną z najpóźniej lokowanych wsi w regionie. Założone zostało w 1584 na wschodnim krańcu terenów ówczesnego ”państwa muszyńskiego” biskupów krakowskich. Zasadźcami byli Iwan Michniewicz i Maksym Tokajski. Mieszkańcy należeli do parafii greckokatolickiej w Banicy. Nazwa wsi pochodzi od ruskiego słowa czerteż, oznaczającego wyrąb, a także miejsce pozostałe po wycięciu i wykarczowaniu (wypaleniu) lasu. W 1791 wybudowano cerkiew unicką pw. św. Michała Archanioła. W 1952 została rozebrana.
W latach międzywojennych ta niewielka wieś łemkowska (ok. 25 gospodarstw) wyróżniała się w okolicy względną zamożnością – podobno dzięki temu, że mikroklimat w osłoniętej od wiatrów i nasłonecznionej dolince sprzyjał uprawom. Stanowiła gminę jednostkową, zniesiona 1 sierpnia 1934 i włączono do zbiorowej gminy Nawojowa. 15 września 1934 Czertyżne połączono z Banicą w jedną gromadę (sołectwo) w gminie Śnietnica.
Po II wojnie światowej mieszkańcy wyjechali na Ukrainę lub zostali deportowani na tzw. Ziemie Odzyskane. Odludna wioska nie została ponownie zasiedlona. Pozostał po niej stary, otoczony świerkami cmentarz u zbiegu potoków oraz krzyż, wyznaczający ok. 200 m dalej miejsce po cerkwi.